# Świętokrzyskie Zgrupowania Armii Krajowej

Komendant Zgrupowań Partyzanckich Armii Krajowej „Ponury” por. Jan Piwnik wita księdza Mariana Majewskiego ps. „Robak”, który przybył do obozu partyzantów AK na Wykusie odprawić mszę św. 12 września 1943 roku. W środku por. Eugeniusz G. Kaszyński ps. „Nurt”, dowódca Zgrupowania nr 1. Za „Ponurym” w skórzanym płaszczu por. „Habdank” Jerzy Stefanowski, dowódca oddziału w Zgrupowaniu nr 1.

Zwiad konny „Tarzana” (Tomasza Wójcika) oraz oddział „Szorta” w czasie mszy św. na Wykusie 12 września 1943 roku.

Zgrupowania Partyzanckie Kedywu Okręgu Radomsko-Kieleckiego Armii Krajowej „Ponury”

## Geneza
Wczesną wiosną 1943 r. przeniesiony z Wydzielonej Organizacji Dywersyjnej „Wachlarz” por. cc. Jan Piwnik „Ponury”, po rozmowach z płk. Emilem Fieldorfem „Nilem”, dowódcą Kedywu KG AK, został skierowany do Kedywu Okręgu Radomsko-Kieleckiego AK „Jodła”. Przydział do okręgu „Jodła” otrzymał 1 kwietnia 1943 r. Funkcję szefa Kedywu Okręgu przejął 4 czerwca 1943 r. od ppor. Hipolita Krogulca ps. „Albiński”.
Na terenie Kielecczyzny w organizacji oddziałów pomagali mu skoczkowie cichociemni: por. Eugeniusz Kaszyński ps. „Nurt”, ppor. Waldemar Szwiec ps. „Robot”, ppor. Antoni Jastrzębski ps. „Ugór”.
Od czerwca do sierpnia 1943 r. „Ponury” podporządkował sobie większość samodzielnych oddziałów operujących w północnej części dzisiejszego województwa świętokrzyskiego. Zgrupowania liczyły łącznie około 250-300 osób.

## Organizacja i obsada personalna Zgrupowań
Komenda
- komendant – por. cc. Jan Piwnik ps. „Donat”, „Ponury”
- adiutant – ppor. Leszek Popiel de Choszczak ps. „Antoniewicz”
- oficer wywiadu – ppor. Wincenty Waligórski ps. „Witek”

I Zgrupowanie – komendant – por. cc. Eugeniusz Kaszyński ps. „Nurt”, „Zygmunt”
- oddział por. Euzebiusza Domoradzkiego ps. „Grot”
- oddział chor. Tomasza Wagi ps. „Szort”
- oddział por. Jerzego Oskara Stefanowskiego ps. „Habdank”
- konny oddział wachm. Tomasza Wójcika ps. „Tarzan”
- spieszony oddział „Tarzana” przekazany pod komendę ppor. Józefa Kempińskiego ps. „Krótki”

II Zgrupowanie – komendant – ppor. cc. Waldemar Szwiec ps. „Robot”, „Jakub”, „Dal” († 14 października 1943 koło Wielkiej Wsi)
- Pluton I Warszawski por. cc. Jana Rogowskiego ps. „Czarka” – od 3 lipca 1943 r. d-ca ppor. cc. Rafał Niedzielski ps. „Mocny” († 4 września 1943 pod Wólką Plebańską[1])
- Pluton II Oddział „Wilka” – kpr. Józefa Domagały ps. „Wilk” († 3 sierpnia 1943 koło gajówki Mościska[1])
- Pluton III Konecki – kpr. Tadeusza Jencza ps. „Ksiądz”, „Allan” († 7 listopada 1943, Rogów[1])

III Zgrupowanie – komendant – ppor. Stanisław Pałac „Mariański”
- oddział ppor. Władysława Czerwonki ps. „Jurek”
- oddział kpr. pchor. Władysława Wasilewskiego ps. „Oset” (awans na ppor. c.w. pośmiertnie)

## Wykus
Pierwszym miejscem postoju Zgrupowań był Kamień Michniowski, 5 km na wschód od Michniowa. Ze względu na brak dostępu do wody dla dużej liczby żołnierzy oraz lokalizację zbyt blisko wsi, oddziały przeniosły się na Wzgórze 326 w rejonie uroczyska Wykus w Puszczy Jodłowej w Górach Świętokrzyskich. Z inicjatywy J. Piwnika w niemieckiej fabryce w Suchedniowie – w celu dozbrojenia partyzantów – została zapoczątkowana tajna produkcja kopii brytyjskich pistoletów maszynowych Sten Mk. II, którą zorganizował inż. Kazimierz Czerniewski ps. „Korebko”.